# 天主教八莫教區
天主教八莫教區 （拉丁語：Dioecesis Banmavensis）是羅馬天主教的一個教區，位於緬甸東北部，包括克欽邦東南部，面積10,373平方公里。受曼德勒總教區管轄。
2006年8月28日升格為教區。現任主教為雷蒙德·苏姆拉特·伽姆。2006年有10個堂區、26,070教友、13名司鐸。